# Дефрень, Жан
Жан Пьер Мари Оливье Жермен Дефрень (фр. Jean Pierre Marie Olivier Germain Defraigne (19 апреля 1929, Розендал, Северный Брабант, Бельгия — 15 марта 2016) — бельгийский государственный деятель, председатель Палаты представителей Бельгии (1980 и 1981—1988).

## Биография
Окончил юридический факультет Льежского университета с присвоением докторской степени, работал судьей в Льеже.
В 1965 г. был впервые избран в Палату представителей бельгийского парламента от Партия за свободу и прогресс и оставался депутатом до 1974 г.
- 1973—1974 гг. занимал пост государственного секретаря по региональной экономике в министерстве экономике Бельгии,
- 1974—1977 гг. — член Сената Бельгии,
- 1974—1976 гг. — министр общественных работ.

С 1977 по 1989 г. вновь являлся депутатом Палаты представителей от партии Реформаторское движение. В мае-октябре 1980 г. и с 1981 по 1988 г. занимал пост ее председателя.
В декабре 1983 г. королем Бодуэном ему был присвоен почетный титул государственного министра.
С 1989 по 1994 г. являлся членом Европейского парламента.
Являясь активным участником Валлонского движения, он был членом Национального конгресса Валлонии (1970—1971), а с 1982 по 1998 г. — заместителем председателя Института Жюля Дестре. Он также был сторонником укрепления связей Валлонии и Франции.